# Белозубки
Белозубки (лат. Crocidura) — род млекопитающих подсемейства белозубочьи семейства землеройковые. Насчитывает около 200 видов, и потому является самым многочисленным из родов млекопитающих.

## Классификация
В 2021 году с острова Сулавеси было описано 14 новых эндемичных видов, распределённых на пять видовых групп: «длиннохвостые» (The Long-Tailed Group): Crocidura caudipilosa, C. elongata, C. microelongata, C. quasielongata; группа Rhoditis (C. rhoditis, C. pseudorhoditis, C. australis, C. pallida); «мелкотелые» (Small-Bodied Group): C. lea, C. levicula, C. baletei, C. mediocris, C. parva, C. tenebrosa; «толстохвостые» (Thick-Tailed Group): C. brevicauda, C. caudicrassa; группа Ordinary (C. musseri, C. nigripes, C. normalis, C. ordinaria, C. solita).

### Виды
Русские названия приведены по словарю Соколова:
- Равнохвостая белозубка (Crocidura aequicauda)
- Александрийская белозубка (Crocidura aleksandrisi)[4]
- Белозубка Аллекса (Crocidura allex)
- Crocidura annamitensis
- Андаманская белозубка (Crocidura andamanensis)
- Белозубка Анселля (Crocidura ansellorum)[4]
- Арабская белозубка (Crocidura arabica)[4]
- Crocidura arispa
- Армянская белозубка (Crocidura armenica)
- Серая белозубка (Crocidura attenuata)
- Гуннская белозубка (Crocidura attila)[4]
- Семиенская белозубка (Crocidura baileyi), или белозубка Бейли[4]
- Crocidura baluensis
- Белозубка Бартельса (Crocidura bartelsii)
- Минданаоская белозубка (Crocidura beatus)
- Клюворылая белозубка (Crocidura beccarii)
- Белозубка Бейтса (Crocidura batesi)
- Гамугофская белозубка (Crocidura bottegi)
- Балесская белозубка (Crocidura bottegoides)[4]
- Crocidura brunnea
- Белозубка Бюттикофера (Crocidura buettikoferi)[4]
- Тёмная белозубка (Crocidura caliginea)[4]
- Канарская белозубка (Crocidura canariensis)[4]
- Каспийская белозубка (Crocidura caspica)[5]
- Гамбийская белозубка (Crocidura cinderella)
- Конголезская белозубка (Crocidura congobelgica)[4]
- Crocidura cranbrooki
- Длинноногая белозубка (Crocidura crenata)[4]
- Асабская белозубка (Crocidura crossei)
- Красно-серая белозубка (Crocidura cyanea)
- Белозубка Дента (Crocidura denti)[4]
- Неясная белозубка (Crocidura desperata)[4]
- Дхофарская белозубка (Crocidura dhofarensis)[4]
- Камерунская белозубка (Crocidura dolichura)
- Белозубка Дуцета (Crocidura douceti)
- Японская белозубка (Crocidura dsinezumi)[4]
- Белозубка Эйзентраута (Crocidura eisentrauti), или белозубка Айзентраута[4]
- Элгонская белозубка (Crocidura elgonius)[4]
- Сулавесская белозубка (Crocidura elongata), или длиннотелая белозубка[4]
- Вересковая белозубка (Crocidura erica)[4]
- Белозубка Фишера (Crocidura fischeri)
- Crocidura flavescens
- Белозубка Флауэра (Crocidura floweri)
- Crocidura foetida
- Северонигерийская белозубка (Crocidura foxi), или белозубка Фокса[4]
- Южно-азиатская белозубка (Crocidura fuliginosa)[4]
- Рыжая белозубка (Crocidura fulvastra), или белозубка Сундеваля[4]
- Дымчатая белозубка (Crocidura fumosa)
- Крошечная белозубка (Crocidura fuscomurina)[4]
- Гарамулатская белозубка (Crocidura glassi)
- Crocidura gmelini
- Белозубка-голиаф (Crocidura goliath)[4]
- Стройная белозубка (Crocidura gracilipes), или белозубка Петера[4]
- Большеголовая белозубка (Crocidura grandiceps)[4]
- Малиндангская белозубка (Crocidura grandis)[4]
- Белозубка Грассе (Crocidura grassei)
- Белозубка Грея (Crocidura grayi), или лузонская белозубка[4]
- Белозубка Гринвуда (Crocidura greenwoodi)
- Длиннохвостая белозубка (Crocidura gueldenstaedtii)[5]
- Crocidura guy
- Белозубка Харенны (Crocidura harenna)[4]
- Crocidura hikmiya
- Crocidura hildegardeae
- Crocidura hilliana
- Рыжая белозубка (Crocidura hirta)
- Колючая белозубка (Crocidura hispida)
- Белозубка Хорсфилда (Crocidura horsfieldii)
- Crocidura hutanis
- Crocidura ichnusae
- Crocidura indochinensis
- Белозубка Джексона (Crocidura jacksoni)
- Белозубка Дженкинса (Crocidura jenkinsi)[4]
- Crocidura jouvenetae
- Crocidura katinka
- Crocidura kegoensis
- Кивуанская белозубка (Crocidura kivuana)
- Белозубка Ламмота (Crocidura lamottei)
- Лемарская белозубка (Crocidura lanosa)[4]
- Большая уссурийская белозубка (Crocidura lasiura), или большая белозубка[4]
- Белозубка Латона (Crocidura latona)[4]
- Львиная белозубка (Crocidura lea)
- Crocidura lepidura
- Белобрюхая белозубка (Crocidura leucodon)
- Лёгкая белозубка (Crocidura levicula)
- Прибрежная белозубка (Crocidura littoralis), или береговая белозубка[4]
- Саванная белозубка (Crocidura longipes)[4]
- Горно-лесная белозубка (Crocidura lucina)[4]
- Пляшущая белозубка (Crocidura ludia)[6]
- Белозубка Луна (Crocidura luna)[4]
- Мавританская белозубка (Crocidura lusitania)[4]
- Белозубка Макартура (Crocidura macarthuri)
- Белозубка Макмиллана (Crocidura macmillani)[4]
- Белозубка Макау (Crocidura macowi)[4]
- Малайская белозубка (Crocidura malayana)[4]
- Маненгубская белозубка (Crocidura manengubae)[4]
- Макассийская белозубка (Crocidura maquassiensis)[4]
- Болотная белозубка (Crocidura mariquensis)[4]
- Мавританская белозубка (Crocidura maurisca), или мрачная белозубка[4]
- Большая яванская белозубка (Crocidura maxi)
- Миндорская белозубка (Crocidura mindorus)
- Цейлонская белозубка (Crocidura miya)
- Килиманджарская белозубка (Crocidura monax)
- Горная белозубка (Crocidura monticola)
- Рувензорийская белозубка (Crocidura montis)[4]
- Мышехвостая белозубка (Crocidura muricauda)[4]
- Crocidura musseri
- Угандийская белозубка (Crocidura mutesae)
- Crocidura nana[4]
- Миниатюрная белозубка (Crocidura nanilla)[4]
- Crocidura negligens
- Негросская белозубка (Crocidura negrina)
- Никобарская белозубка (Crocidura nicobarica)
- Нигерийская белозубка (Crocidura nigeriae)[4]
- Чёрная белозубка (Crocidura nigricans)[4]
- Черноватая белозубка (Crocidura nigripes), или черноногая белозубка[4]
- Тёмно-бурая белозубка (Crocidura nigrofusca)
- Нимбская белозубка (Crocidura nimbae)
- Рувензорийская белозубка (Crocidura niobe), или каменная белозубка[4]
- Скрытная белозубка (Crocidura obscurior)[4]
- Белозубка Оливье (Crocidura olivieri)[4]
- Восточная белозубка (Crocidura orientalis)
- Рюкийская белозубка (Crocidura orii)[4]
- Палаванская белозубка (Crocidura palawanensis)
- Странная белозубка (Crocidura paradoxura)
- Мелколапая белозубка (Crocidura parvipes)[4]
- Белозубка-паша (Crocidura pasha)[4]
- Белохвостая белозубка (Crocidura pergrisea)[4]
- Бурохвостая белозубка (Crocidura phaeura)[4]
- Crocidura phuquocensis
- Смоляная белозубка (Crocidura picea)[4]
- Белозубка Питмана (Crocidura pitmani)[4]
- Плоскоголовая белозубка (Crocidura planiceps)[4]
- Белозубка Фрэзера (Crocidura poensis)[4]
- Бурая белозубка (Crocidura polia)[4]
- Сумрачная белозубка (Crocidura pullata)[4]
- Белозубка Райнера (Crocidura raineyi)[4]
- Crocidura ramona
- Crocidura rapax
- Малая египетская белозубка (Crocidura religiosa), или египетская белозубка[4]
- Сулавесская белозубка (Crocidura rhoditis)[4]
- Белозубка Рузвельта (Crocidura roosevelti)
- Обыкновенная белозубка (Crocidura russula)[4]
- Лунная белозубка (Crocidura selina)[4]
- Сарезская белозубка (Crocidura serezkyensis)[5][7]
- Маньчжурская белозубка (Crocidura shantungensis)[5]
- Сибирская белозубка (Crocidura sibirica)
- Сицилийская белозубка (Crocidura sicula)[4]
- Малая серо-бурая белозубка (Crocidura silacea)[4]
- Белозубка Смита (Crocidura smithii)
- Crocidura sokolovi
- Сомалийская белозубка (Crocidura somalica)
- Crocidura stenocephala
- Малая белозубка (Crocidura suaveolens)
- Иранская белозубка (Crocidura susiana)[4]
- Танзанийская белозубка (Crocidura tansaniana)[4]
- Восточно-африканская белозубка (Crocidura tarella)[4]
- Тарфайская белозубка (Crocidura tarfayensis)[4]
- Белозубка Телфорда (Crocidura telfordi)[4]
- Светлая белозубка (Crocidura tenuis)
- Белозубка Талия (Crocidura thalia)[4]
- Белозубка Терезы (Crocidura theresae)
- Сан-томеская белозубка (Crocidura thomensis)[4]
- † Белозубка острова Рождества (Crocidura trichura)[6]
- Беспокойная белозубка (Crocidura turba)[4]
- Джомбенийская белозубка (Crocidura ultima)[4]
- Узумбарская белозубка (Crocidura usambarae)[4]
- Сенегальская белозубка (Crocidura viaria)
- Crocidura virgata
- Белозубка Во (Crocidura voi)[4]
- Crocidura vorax
- Банкская белозубка (Crocidura vosmaeri)
- Crocidura watasei
- Белозубка Витакера (Crocidura whitakeri)[4]
- Белозубка Виммера (Crocidura wimmeri)
- Crocidura wuchihensis
- Золотистая белозубка (Crocidura xantippe)[4]
- Янкарийская белозубка (Crocidura yankariensis)[4]
- Crocidura zaitsevi
- Каффская белозубка (Crocidura zaphiri)
- Белозубка Зарудного (Crocidura zarudnyi)[4]
- Луалабская белозубка (Crocidura zimmeri)
- Белозубка Циммерманна (Crocidura zimmermanni)[4]